# Vinsch

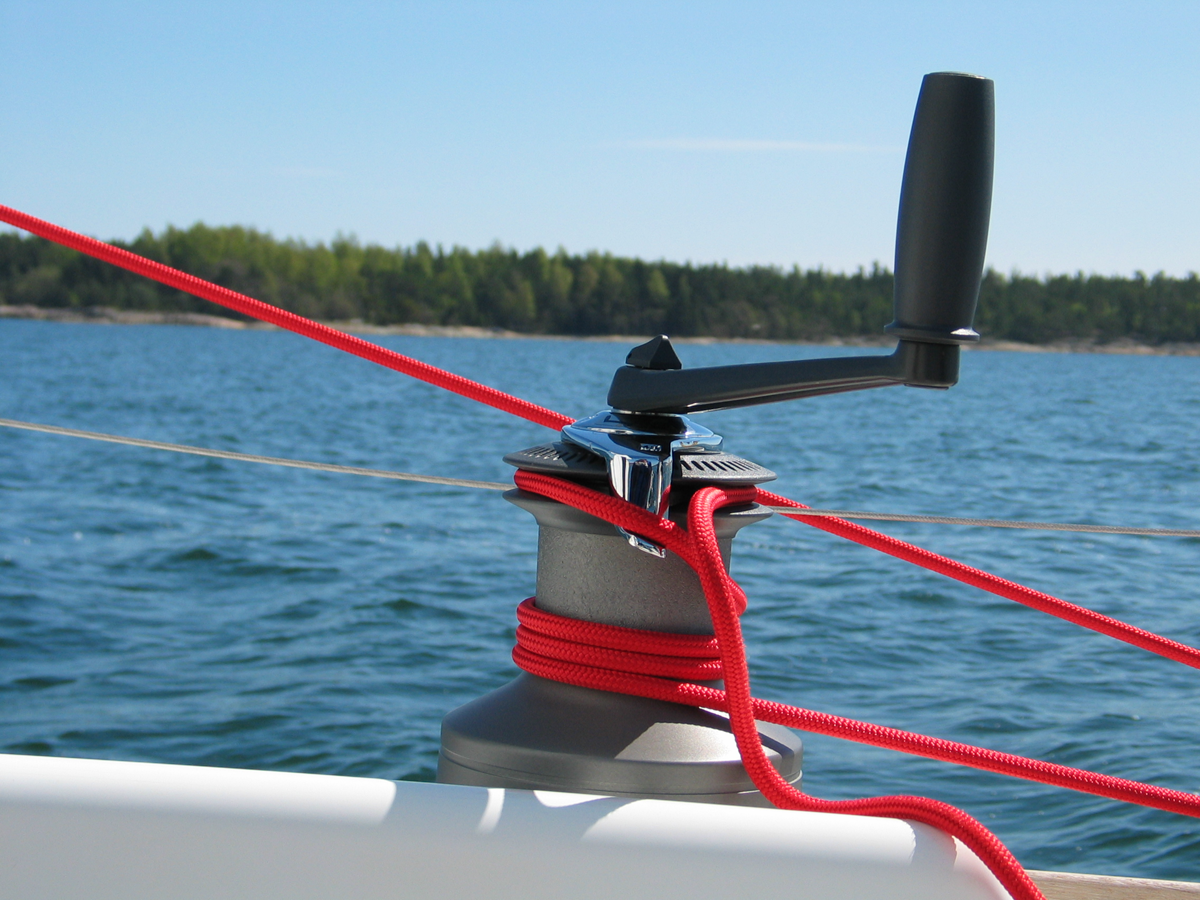
Modern handvevad vinsch på en segelbåt, den vinschade linan är ett fockskot.

En vinsch är en maskin som används för att rulla upp ett rep eller en vajer. I sitt enklaste utförande består den av en spole och vev. Mer avancerade modeller kan ha växellådor, elektriska motorer och/eller bromsar.
Förutom för industriella ändamål används vinschar för att bärga bland annat bilar, båtar och glidflygplan. Det brukar finnas flera vinschar på de flesta båtar där de används för ankarlinor, fall och skot.

## Galleri

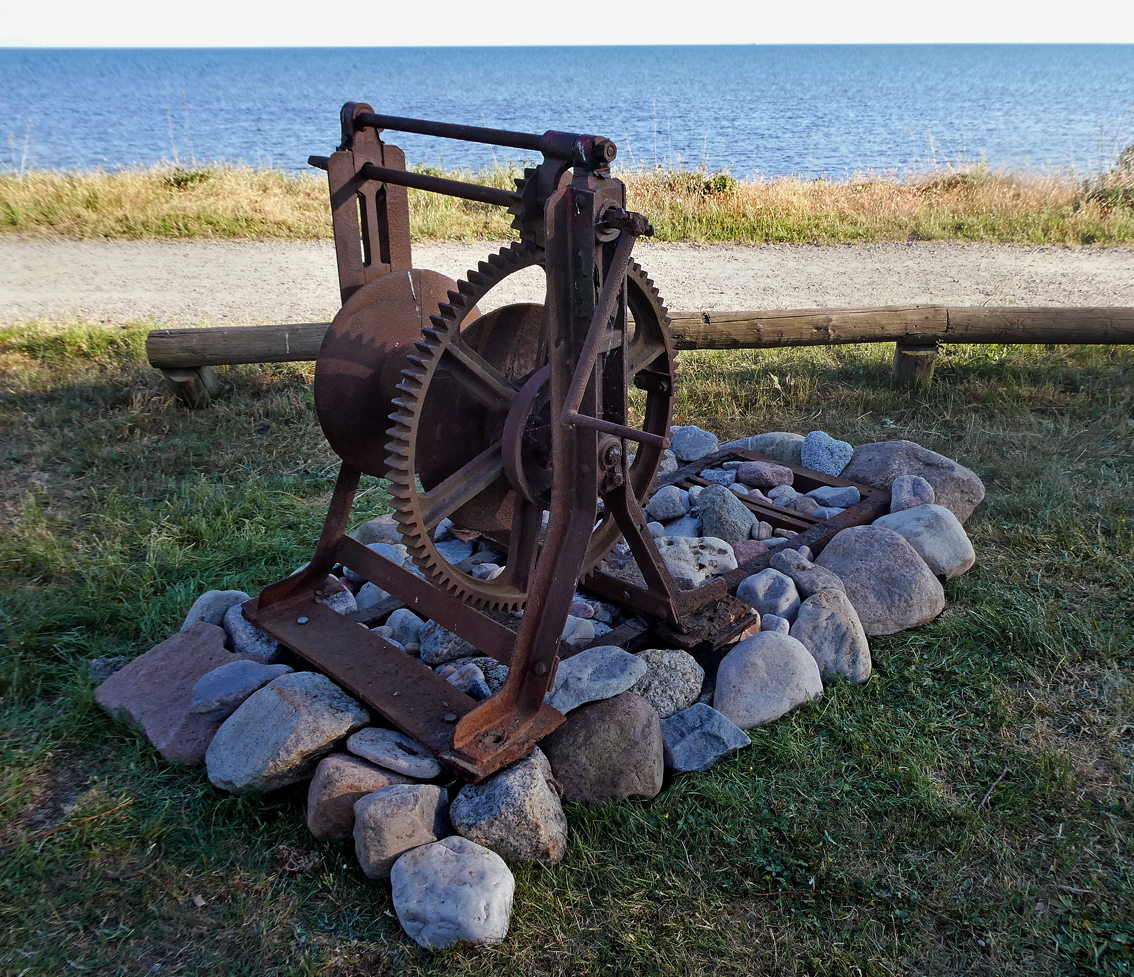
En gammal handvevad vinsch.
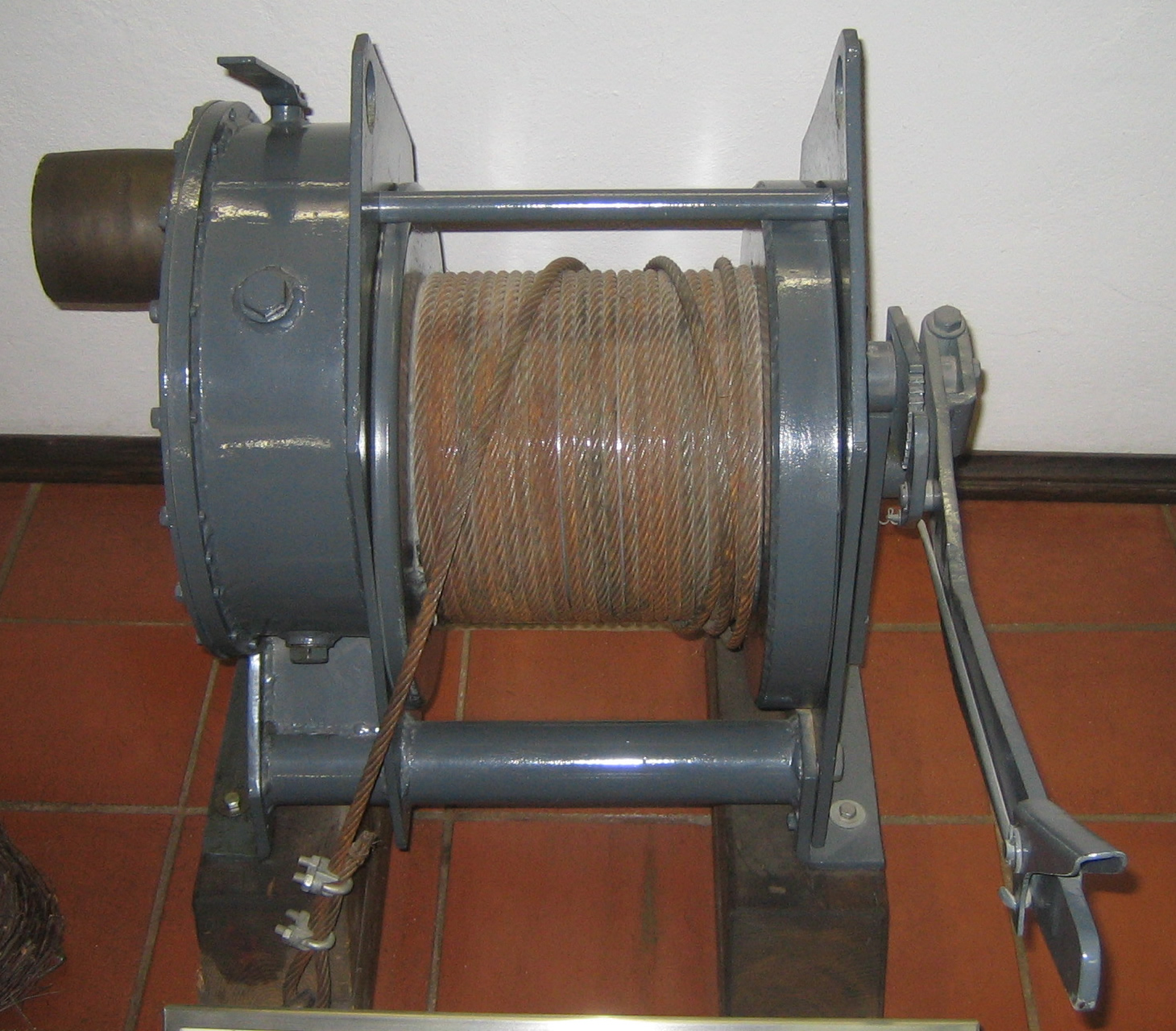
Motordriven vinsch.